# Big Boss Man (singolo)
Big Boss Man è un brano musicale scritto da Luther Dixon e Al Smith, interpretato da Jimmy Reed. La canzone venne pubblicata come singolo (lato B I'm a Love You) nell'aprile 1961 e raggiunse la posizione numero 13 nella classifica Billboard R&B chart e la numero 78 nella Billboard Hot 100 negli Stati Uniti..
La canzone è stata reinterpretata da numerosi artisti, inclusi Elvis Presley e B.B. King.

## Il brano
Big Boss Man è un blues in 12 misure la cui composizione è accreditata al manager di Jimmy Reed, Al Smith, e al compositore della Vee-Jay Records Luther Dixon. Il brano è uno dei pochi successi di Reed a non essere stato scritto da lui o dalla moglie. Oltre a Reed, che canta e suona armonica e chitarra, nel pezzo ci sono Mamma Reed ai cori, Lee Baker e Lefty Bates alle chitarre, Willie Dixon al basso ed Earl Phillips alla batteria.
Originariamente la canzone fu inclusa nell'album Found Love del 1960. Nel 1961 fu pubblicata su 45 giri.

## Tracce singolo
1. Big Boss Man (Luther Dixon e Al Smith) - 2:46
2. I'm a Love You

## Riconoscimenti
Nel 1990 Big Boss Man è stata inserita nella Blues Foundation Hall of Fame e nella lista "500 Songs That Shaped Rock and Roll" redatta dalla Rock and Roll Hall of Fame.

## Cover

### Versione di Elvis Presley
Il 10 settembre 1967 Elvis Presley incise una versione di Big Boss Man che venne pubblicata su singolo nello stesso mese e raggiunse la posizione numero 38 nella classifica di Billboard. Elvis eseguì il pezzo come parte di un medley durante lo speciale televisivo Elvis 1968 Comeback Special. Negli anni settanta Presley eseguì spesso il brano dal vivo in concerto.

### Altre cover
Nel corso degli anni vari artisti hanno reinterpretato la canzone, inclusi: The Pretty Things (1964); The Standells (1965); Charlie Rich (1965 e 1970); Jerry Lee Lewis (1966); Syndicate of Sound (1966); Bill Cosby (1967); Bobbie Gentry (1968); Nancy Sinatra (1969),  Grateful Dead (1971); B.B. King (1985); Steve Miller Band (1986); Joe "Guitar" Hughes (1993); Tom Petty & The Heartbreakers (1995); Eddie Cusic (1998),; Thee Headcoatees (1992);  Junior Reid (1999); e The Kentucky Headhunters (2005).